# Chilodes dubiosa
Chilodes dubiosa är en fjärilsart som beskrevs av Max Wilhelm Karl Draudt 1950. Chilodes dubiosa ingår i släktet Chilodes och familjen nattflyn. Inga underarter finns listade i Catalogue of Life.